# 西西里·桑德斯
西西里·瑪麗·斯特羅德·桑德斯女爵士，OM，DBE，FRCS，FRCP（英語：Dame Cicely Mary Strode Saunders，1918年6月22日—2005年7月14日），英國醫護工作者及社會工作者，開創了臨終關懷（palliative care）的醫療實踐。

## 生平
桑德斯曾於專門收容末期癌症病患者的聖約瑟安寧療護院當護士，深知末期病人對於舒緩疼痛以及獲得心靈照顧的需要。她於1967年在倫敦郊外創辦了第一家現代安寧療護醫院「聖克利斯朵夫安寧醫院」（St Christopher's Hospice），並将临床护理与教学、研究相结合，在此展開癌症止痛的試驗。
桑德斯自60年代起多次往美國不同城市推廣臨終關懷，感染了有「美国临终关怀运动之母」之稱的佛羅倫斯·華特（Florence Wald）。桑德斯於1981年獲頒「鄧普頓屬靈現實研究或發現促進獎」（簡稱鄧普頓獎，Templeton Prize），大會形容她的工作「在嚴謹的科學方案中融合了獨特的社會及心靈醒悟」（combining a scientifically rigorous program with a unique social and spiritual awareness）。
2005年，桑德斯在自己創立的聖克利斯朵夫安寧醫院去世，享年87岁。

## 紀念
2018年6月22日，Google在英國版首頁以首頁塗鴉紀念桑德斯百歲誕辰

## 著作
- Cicely Saunders, 1990, Beyond the horizon : a search for meaning in suffering. London : Darton, Longman and Todd.
- Cicely Saunders, 1990, Hospice and palliative care : an interdisciplinary approach. London : Edward Arnold.
- Cicely Saunders, 2006, Cicely Saunders : selected writings 1958-2004. Oxford : Oxford University Press.
- Cicely Saunders, Mary Baines, and Robert Dunlop, 1995, Living with dying : a guide to palliative care. Oxford : Oxford University Press.